# Gran Premio degli Stati Uniti d'America 2001
Il Gran Premio degli Stati Uniti 2001 è stata la sedicesima prova del Campionato mondiale di Formula 1 2001. Disputato il 30 settembre 2001 sul tracciato ricavato all'interno dell'ovale di Indianapolis, è stato organizzato dall'Indianapolis Motor Speedway e ha visto la partecipazione di circa 200.000 spettatori. La gara, disputata meno di tre settimane dopo gli attentati dell'11 settembre, ha rappresentato la ventesima e ultima vittoria in carriera di Mika Häkkinen. Dietro al pilota della McLaren sono giunti Michael Schumacher su Ferrari e il compagno di squadra del finlandese David Coulthard. A completare la zona punti Trulli, Irvine e Heidfeld.

## Vigilia

### Aspetti tecnici
In vista del campionato successivo la Ferrari e la Williams portarono novità tecniche che avevano intenzione di utilizzare la stagione seguente. La casa di Maranello introdusse, infatti, un nuovo volante caratterizzato da quattro pulsanti aggiuntivi, di cui due per regolare il controllo di trazione. Venne poi montato un nuovo profilo estrattore e venne adottato un alettone posteriore identico a quello montato in occasione del Gran Premio del Canada. Dal canto suo la Williams presentò dei nuovi scarichi del motore, molto simili a quelli utilizzati dalla Ferrari e mise a disposizione due telaio nuovi per i piloti, pur senza poter utilizzare la nuova carrozzeria per la difficoltà nel montare i radiatori, troppo ingombranti. Molto minori le modifiche attuate dalle altre scuderie, con la Jordan che montò sulle sue vetture nuove prese dei freni simili a quelle della Ferrari e i rimanenti team che si limitarono ad adattare le monoposto alla pista americana.

### Aspetti sportivi

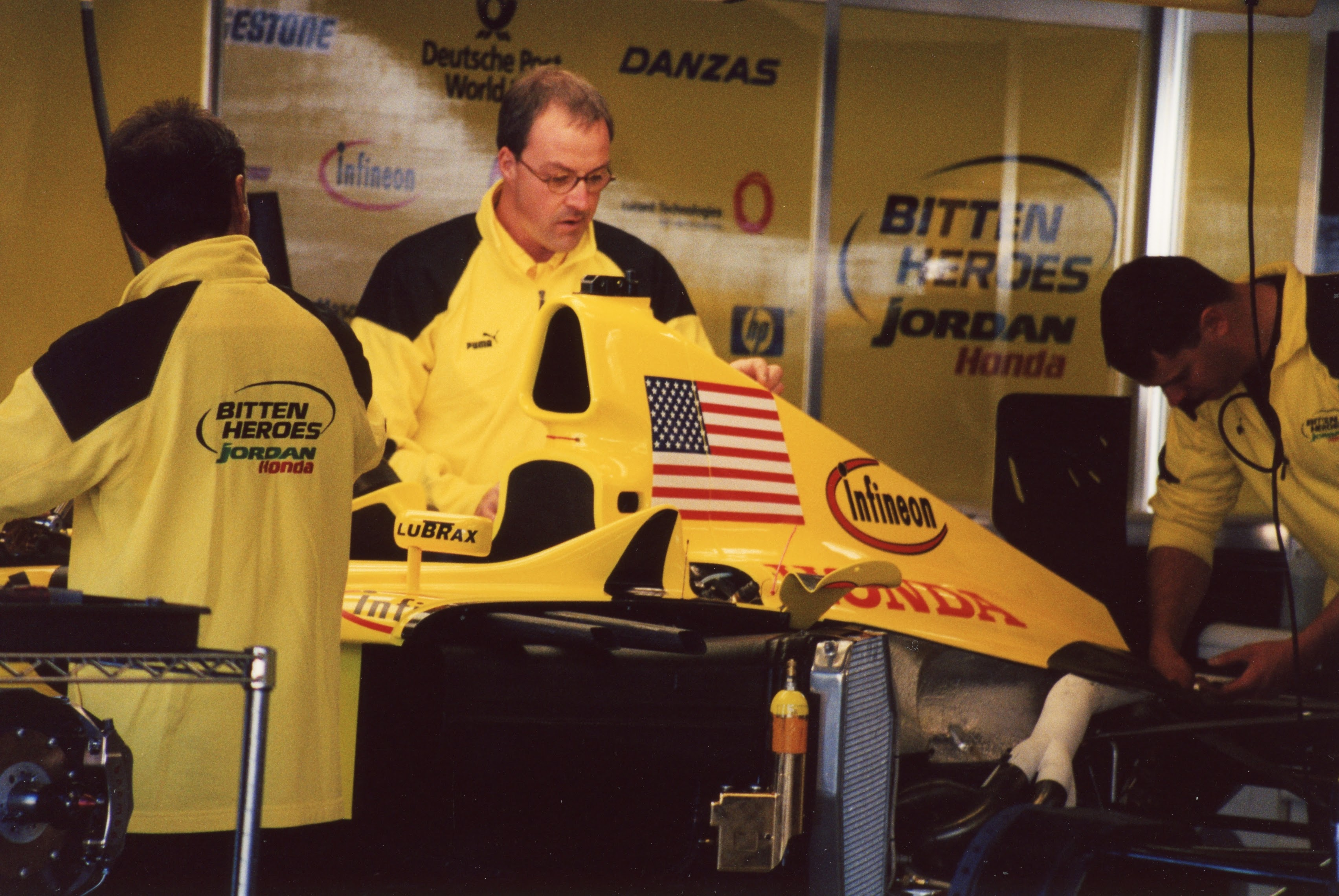
La carrozzeria della Jordan con dipinta sopra la bandiera degli USA.

Durante tutto il weekend, diversi team e piloti dipinsero sulle vetture e sui caschi la bandiera degli Stati Uniti d'America, in segno di solidarietà alle vittime degli attentati dell'11 settembre. Durante la gara, poi, Alesi, oltre che la bandiera a stelle e strisce, fece apporre nelle fiancate della sua Jordan il numero di gare da lui corse in carriera, cioè 200.
Fu l'ultimo Gran Premio per Jo Ramirez, coordinatore della McLaren dal 1984, e l'ultima apparizione in telecronaca per il giornalista britannico di ITV, Murray Walker, che dopo ventitré anni di commento in F1, decide di andare in pensione e fu sostituito da James Allen, che era già inviato in F1 dal 1997.

## Prove libere

### Risultati
Nella prima sessione del venerdì, si ebbe la seguente situazione:
| Pos | Nome               | Squadra/Motore   | Tempo    |
| --- | ------------------ | ---------------- | -------- |
| 1   | Michael Schumacher | Ferrari          | 1'14"085 |
| 2   | David Coulthard    | McLaren-Mercedes | 1'14"130 |
| 3   | Rubens Barrichello | Ferrari          | 1'14"141 |

| Pos | Nome               | Squadra/Motore   | Tempo    |
| --- | ------------------ | ---------------- | -------- |
| 1   | Mika Häkkinen      | McLaren-Mercedes | 1'13"387 |
| 2   | Michael Schumacher | Ferrari          | 1'13"552 |
| 3   | Rubens Barrichello | Ferrari          | 1'13"584 |

Nella prima sessione del sabato, si ebbe la seguente situazione:
| Pos | Nome               | Squadra/Motore   | Tempo    |
| --- | ------------------ | ---------------- | -------- |
| 1   | Michael Schumacher | Ferrari          | 1'12"078 |
| 2   | Mika Häkkinen      | McLaren-Mercedes | 1'12"330 |
| 3   | Nick Heidfeld      | Sauber-Petronas  | 1'12"407 |

## Qualifiche

### Resoconto

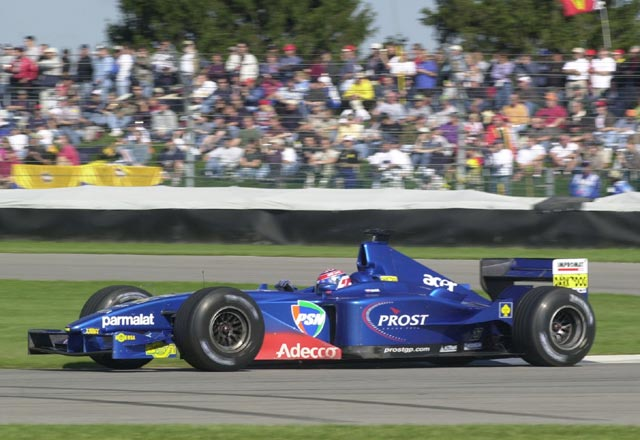
Tomáš Enge, pilota della Prost, qualificatosi ventunesimo.

Michael Schumacher ottenne il miglior tempo nelle qualifiche, fermando il cronometro sul tempo di 1:11.708. Il pilota della Ferrari conquistò la sua decima pole position stagionale, battendo di due decimi Häkkinen su McLaren e il fratello Ralf. Schumacher riuscì a costruire il suo vantaggio nel primo e nel terzo settore e risparmiò un treno di gomme per la domenica, percorrendo nove giri su un massimo di dodici consentiti. Al contrario Häkkinen fece realizzare il miglior parziale nel settore centrale, mentre le due Williams, nonostante la seconda fila occupata, soffrirono di problemi di bilanciamento.
Più in difficoltà Barrichello, quinto, e Coulthard, settimo, afflitti da difficoltà di assetto. Tra loro si piazzò Nick Heidfeld, che portò la sua Sauber al sesto posto. Trulli si qualificò ottavo, seguito dal compagno di squadra Alesi e da Jenson Button su Benetton che riuscì a precedere Fisichella, dodicesimo. Riuscì invece ad emergere Fernando Alonso, che si piazzò diciassettesimo nonostante la scarsa potenza del motore della sua Minardi. In difficoltà, invece, le due BAR di Panis e, soprattutto, di Villeneuve, con il francese che concluse tredicesimo e il canadese diciottesimo.

### Risultati
| Pos | Nº | Pilota                | Costruttore        | Pneumatici | Tempo    | Distacco | Griglia |
| --- | -- | --------------------- | ------------------ | ---------- | -------- | -------- | ------- |
| 1   | 1  | Michael Schumacher    | Ferrari            | B          | 1'11"708 |          | 1       |
| 2   | 3  | Mika Häkkinen         | McLaren - Mercedes | B          | 1'11"945 | +0"237   | 4       |
| 3   | 5  | Ralf Schumacher       | Williams - BMW     | M          | 1'11"986 | +0"278   | 2       |
| 4   | 6  | Juan Pablo Montoya    | Williams - BMW     | M          | 1'12"252 | +0"544   | 3       |
| 5   | 2  | Rubens Barrichello    | Ferrari            | B          | 1'12"327 | +0"619   | 5       |
| 6   | 16 | Nick Heidfeld         | Sauber - Petronas  | B          | 1'12"434 | +0"726   | 6       |
| 7   | 4  | David Coulthard       | McLaren - Mercedes | B          | 1'12"500 | +0"792   | 7       |
| 8   | 11 | Jarno Trulli          | Jordan - Honda     | B          | 1'12"605 | +0"897   | 8       |
| 9   | 12 | Jean Alesi            | Jordan - Honda     | B          | 1'12"607 | +0"899   | 9       |
| 10  | 8  | Jenson Button         | Benetton - Renault | M          | 1'12"805 | +1"097   | 10      |
| 11  | 17 | Kimi Räikkönen        | Sauber - Petronas  | B          | 1'12"881 | +1"173   | 11      |
| 12  | 7  | Giancarlo Fisichella  | Benetton - Renault | M          | 1'12"942 | +1"234   | 12      |
| 13  | 9  | Olivier Panis         | BAR - Honda        | B          | 1'13"122 | +1"414   | 13      |
| 14  | 18 | Eddie Irvine          | Jaguar - Ford      | M          | 1'13"189 | +1"481   | 14      |
| 15  | 22 | Heinz-Harald Frentzen | Prost - Acer       | M          | 1'13"281 | +1"573   | 15      |
| 16  | 19 | Pedro de la Rosa      | Jaguar - Ford      | M          | 1'13"679 | +1"971   | 16      |
| 17  | 21 | Fernando Alonso       | Minardi - European | M          | 1'13"991 | +2"283   | 17      |
| 18  | 10 | Jacques Villeneuve    | BAR - Honda        | B          | 1'14"012 | +2"304   | 18      |
| 19  | 15 | Enrique Bernoldi      | Arrows - Asiatech  | B          | 1'14"129 | +2"421   | 19      |
| 20  | 14 | Jos Verstappen        | Arrows - Asiatech  | B          | 1'14"138 | +2"430   | 20      |
| 21  | 23 | Tomáš Enge            | Prost - Acer       | M          | 1'14"185 | +2"477   | 21      |
| 22  | 20 | Alex Yoong            | Minardi - European | M          | 1'15"247 | +3"539   | 22      |

## Warm up

### Resoconto
Il warm up della domenica mattina fu caratterizzato dall'errore di Mika Häkkinen che, non avvedendosi del semaforo rosso dovuto all'olio lasciato in pista dalla vettura di Montoya, uscì dai box venendo quindi penalizzato dai commissari di gara. Al finlandese venne infatti annullato il miglior parziale ottenuto durante le qualifiche e fu dunque retrocesso al quarto posto. Nel warm up il più veloce fu Ralf Schumacher che girò in 1:13.912, seguito a distanza di pochi centesimi da David Coulthard e Michael Schumacher.

## Gara

### Resoconto

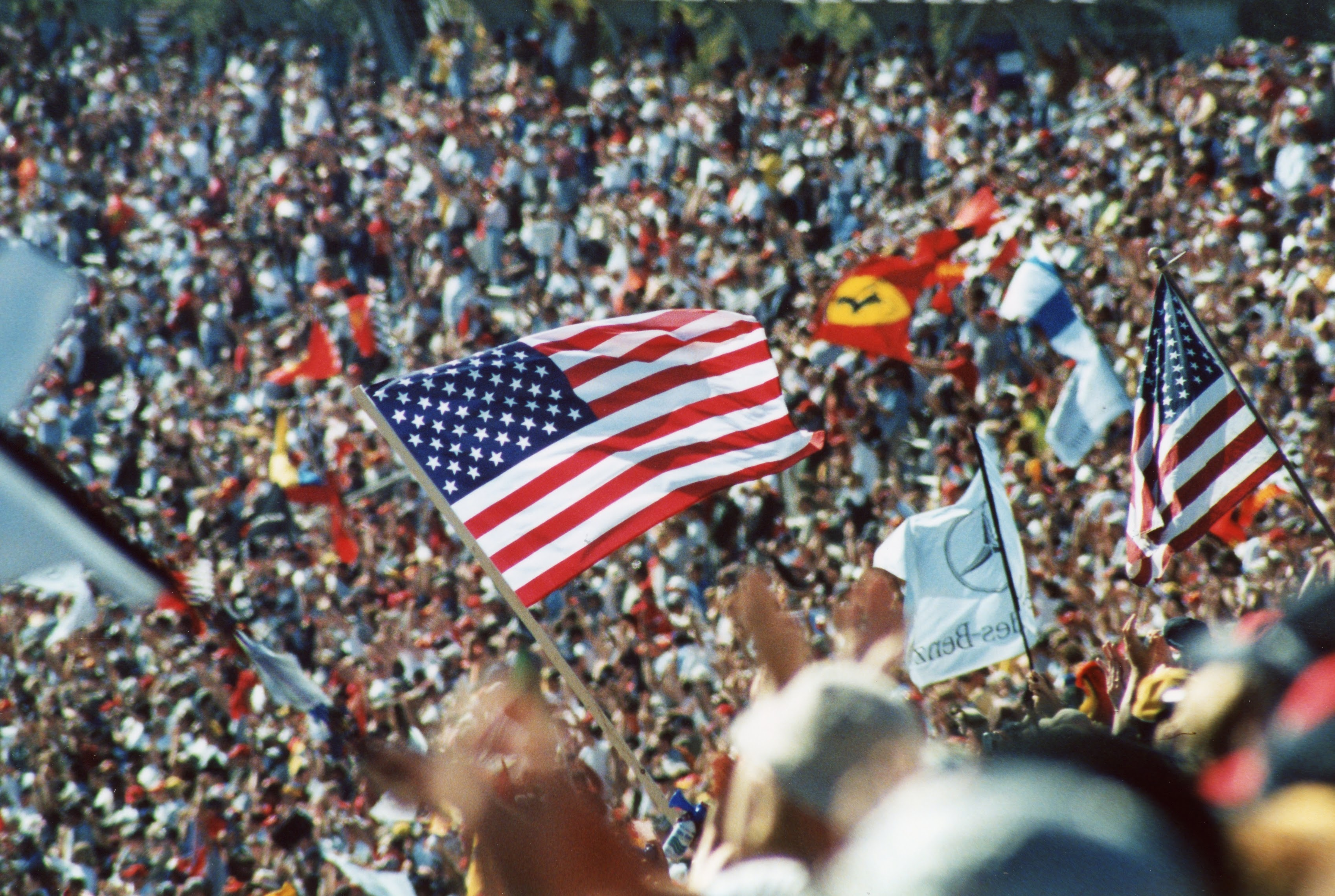
Tifosi statunitensi durante la gara.

Al via Michael Schumacher riuscì a mantenere la testa della corsa, seguito da Montoya, Barrichello, Ralf Schumacher, Coulthard e Häkkinen. Nelle retrovie, invece, Tomáš Enge fu autore di una brutta partenza a causa di un problema da lui avuto con la procedura automatica. Il pilota ceco, infatti, aveva alcune difficoltà di adattamento alle vetture di Formula 1 e dovette ricorrere alla procedura manuale. Già nel corso del secondo giro si verificò il primo ritiro: in una collisione tra i due piloti Sauber, Heidfeld e Räikkönen, e Jarno Trulli il finlandese ebbe la peggio e fu costretto ad abbandonare la corsa con il semiasse rotto.
Nelle prime posizioni, Barrichello, partito con una strategia sulle due soste, guadagnò rapidamente terreno sui piloti che lo precedevano e nel corso di tre tornate superò prima Montoya, poi il compagno di squadra Michael Schumacher, costruendo in breve un discreto margine sugli inseguitori. Il primo pilota ad effettuare il pit stop fu Ralf Schumacher, nel corso del 24º giro; il tedesco venne imitato tre giri più tardi da Barrichello e al comando passò l'altra Ferrari di Schumacher, che però era tallonato dalla Williams di Montoya. Il colombiano passò il ferrarista nel corso del 34º giro, ottenendo poi il giro più veloce. Rientrò ai box due giri più tardi; nello stesso momento si ritirarono sia il suo compagno di squadra, a causa di un testacoda dovuto al troppo sovrasterzo mentre occupava l'ottava posizione, che Fernando Alonso, per la rottura del semiasse, in diciassettesima piazza.
Le possibilità di vittoria di Montoya e della Williams svanirono nel corso del 39º passaggio, quando sulla vettura del colombiano, in quarta posizione, si ruppe il motore. Analoga sorte toccò pure all'altro pilota Minardi Alex Yoong, fermato dalla rottura del cambio mentre navigava in diciottesima posizione. Il giro seguente Schumacher, leader della corsa, effettuò il suo secondo pit stop, e Häkkinen, che non aveva ancora rifornito, conquistò la testa della corsa: il finlandese della McLaren conduceva davanti alle due Ferrari, il compagno di squadra David Coulthard, Eddie Irvine, Jarno Trulli e Nick Heidfeld. Häkkinen rifornì al 47º giro, ma rientrò in pista davanti alla Ferrari di Michael Schumacher, ma dietro a Barrichello; il pilota brasiliano doveva però effettuare la seconda sosta, che avvenne al cinquantesimo giro.
Il ferrarista tornò in pista alle spalle del pilota finlandese e cominciò ad effettuare una serie di giri veloci per avvicinarglisi. Al cinquantaduesimo giro Irvine eseguì la sua unica sosta, risultando l'ultimo pilota a rifornire. Schumacher, intanto, occupava stabilmente la terza posizione, seguito da Trulli, Irvine ed Heidfeld. Grazie anche ad alcuni doppiaggi, la Ferrari di Rubens Barrichello riuscì a ridurre il suo distacco dalla McLaren di Mika Häkkinen a due secondi e mezzo; quando però sembrava che potesse raggiungere il pilota finlandese, il brasiliano rallentò improvvisamente a causa di un problema al motore. Barrichello tentò lo stesso di concludere la corsa, pur subendo il sorpasso da parte del compagno di squadra e di David Coulthard, ma fu costretto al ritiro a un giro dal termine. Häkkinen ottenne così la sua ventesima e ultima vittoria in carriera, davanti a Michael Schumacher e a Coulthard; quarto posto per Jarno Trulli, seguito Irvine, Heidfeld e Alesi.

### Risultati
| Pos | Nº | Pilota                | Costruttore        | Pneumatici | Giri | Tempo/Ritiro/Media                | Partenza | Punti |
| --- | -- | --------------------- | ------------------ | ---------- | ---- | --------------------------------- | -------- | ----- |
| 1   | 3  | Mika Häkkinen         | McLaren - Mercedes | B          | 73   | 1h32'42"840 - 198.051 km/h        | 4        | 10    |
| 2   | 1  | Michael Schumacher    | Ferrari            | B          | 73   | +11"046                           | 1        | 6     |
| 3   | 4  | David Coulthard       | McLaren - Mercedes | B          | 73   | +12"043                           | 7        | 4     |
| 4   | 11 | Jarno Trulli          | Jordan - Honda     | B          | 73   | +57"423                           | 8        | 3     |
| 5   | 18 | Eddie Irvine          | Jaguar - Ford      | M          | 73   | +1'12"434                         | 14       | 2     |
| 6   | 16 | Nick Heidfeld         | Sauber - Petronas  | B          | 73   | +1'12"996                         | 6        | 1     |
| 7   | 12 | Jean Alesi            | Jordan - Honda     | B          | 72   | +1 giro                           | 9        |       |
| 8   | 7  | Giancarlo Fisichella  | Benetton - Renault | M          | 72   | +1 giro                           | 12       |       |
| 9   | 8  | Jenson Button         | Benetton - Renault | M          | 72   | +1 giro                           | 10       |       |
| 10  | 22 | Heinz-Harald Frentzen | Prost - Acer       | M          | 72   | +1 giro                           | 15       |       |
| 11  | 9  | Olivier Panis         | BAR - Honda        | B          | 72   | +1 giro                           | 13       |       |
| 12  | 19 | Pedro de la Rosa      | Jaguar - Ford      | M          | 72   | +1 giro                           | 16       |       |
| 13  | 15 | Enrique Bernoldi      | Arrows - Asiatech  | B          | 72   | +1 giro                           | 19       |       |
| 14  | 23 | Tomáš Enge            | Prost - Acer       | M          | 72   | +1 giro                           | 21       |       |
| 15  | 2  | Rubens Barrichello    | Ferrari            | B          | 71   | Motore (4°)                       | 5        |       |
| Rit | 10 | Jacques Villeneuve    | BAR - Honda        | B          | 45   | Collisione con P.de la Rosa (16°) | 18       |       |
| Rit | 14 | Jos Verstappen        | Arrows - Asiatech  | B          | 44   | Motore (15°)                      | 20       |       |
| Rit | 20 | Alex Yoong            | Minardi - European | M          | 38   | Cambio (18°)                      | 22       |       |
| Rit | 6  | Juan Pablo Montoya    | Williams - BMW     | M          | 38   | Impianto idraulico (4°)           | 3        |       |
| Rit | 21 | Fernando Alonso       | Minardi - European | M          | 36   | Semiasse (17°)                    | 17       |       |
| Rit | 5  | Ralf Schumacher       | Williams - BMW     | M          | 36   | Testacoda (8°)                    | 2        |       |
| Rit | 17 | Kimi Räikkönen        | Sauber - Petronas  | B          | 2    | Semiasse (22°)                    | 11       |       |

## Decisioni della FIA
A fine gara, Jarno Trulli venne squalificato a causa dell'eccessiva usura del fondo della sua vettura. Il tutto venne causato dalla perdita di due fissatori durante la corsa che fecero sfregare il fondo sull'asfalto assottigliandolo di un millimetro e mezzo più del consentito. La Jordan, però, ricorse in appello, vincendolo, quindi Jarno Trulli riottenne il quarto posto conquistato in pista.

## Classifiche

### Piloti
| Pos. | Pilota                | Punti |
| ---- | --------------------- | ----- |
| 1    | Michael Schumacher    | 113   |
| 2    | David Coulthard       | 61    |
| 3    | Rubens Barrichello    | 54    |
| 4    | Ralf Schumacher       | 48    |
| 5    | Mika Häkkinen         | 34    |
| 6    | Juan Pablo Montoya    | 25    |
| 7    | Nick Heidfeld         | 12    |
| 7    | Jacques Villeneuve    | 12    |
| 7    | Jarno Trulli          | 12    |
| 10   | Kimi Räikkönen        | 9     |
| 11   | Giancarlo Fisichella  | 8     |
| 12   | Eddie Irvine          | 6     |
| 12   | Heinz-Harald Frentzen | 6     |
| 14   | Olivier Panis         | 5     |
| 14   | Jean Alesi            | 5     |
| 16   | Pedro de la Rosa      | 3     |
| 17   | Jenson Button         | 2     |
| 18   | Jos Verstappen        | 1     |

### Costruttori
| Pos. | Team               | Punti |
| ---- | ------------------ | ----- |
| 1    | Ferrari            | 167   |
| 2    | McLaren - Mercedes | 95    |
| 3    | Williams - BMW     | 73    |
| 4    | Sauber - Petronas  | 21    |
| 5    | Jordan - Honda     | 19    |
| 6    | BAR - Honda        | 17    |
| 7    | Benetton - Renault | 10    |
| 8    | Jaguar - Ford      | 9     |
| 9    | Prost - Acer       | 4     |
| 10   | Arrows - Asiatech  | 1     |